# Necrophobic

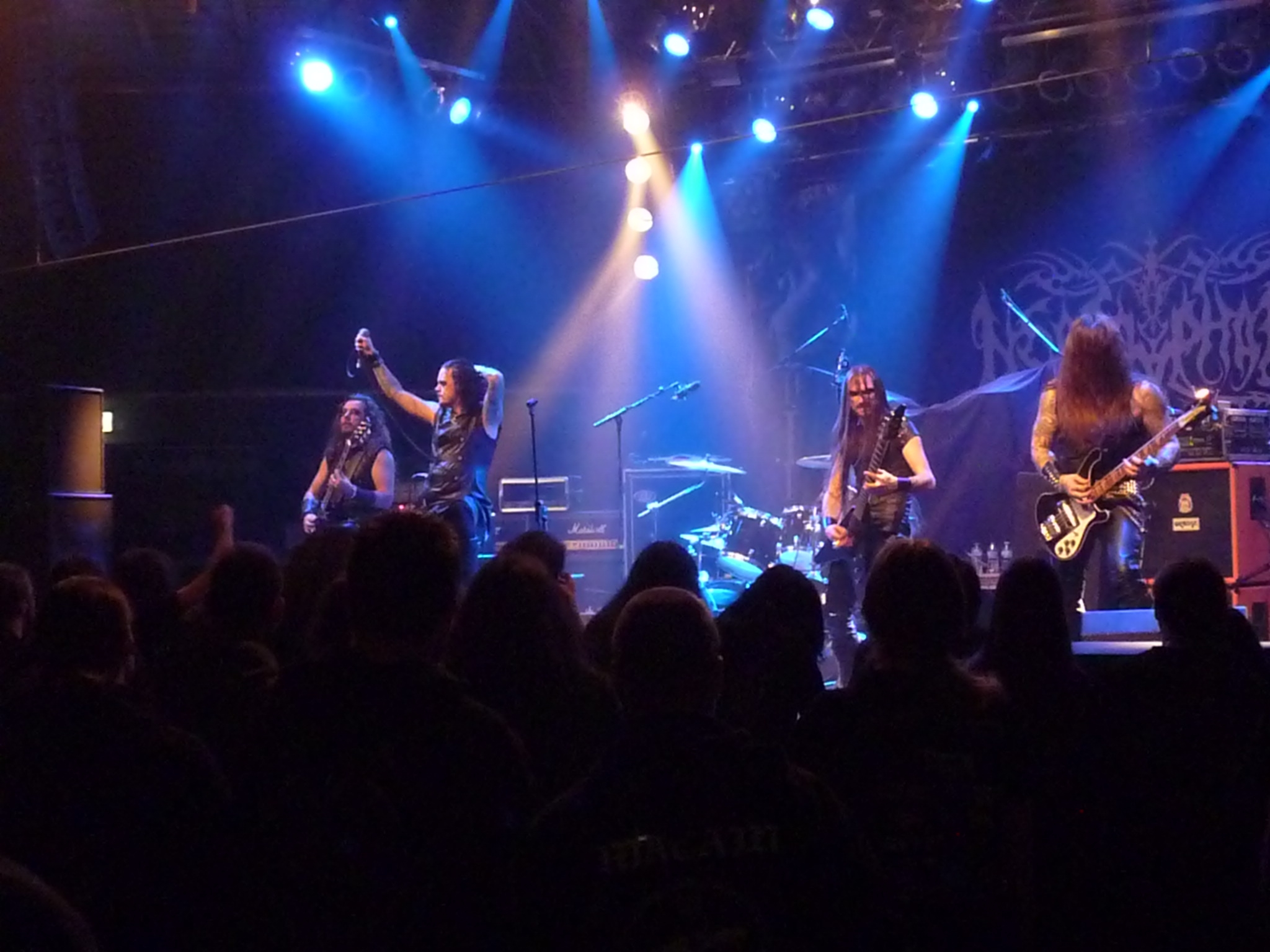
Necrophobic in 2011

Necrophobic is een deathmetalband uit Zweden. 
Guitarist David Parland en drummer Joakim Sterner begonnen met Necrophobic in 1989. Ze wilden een donkere en kwade band worden met invloeden van Morbid Angel, Slayer en Bathory. 
In het begin van de jaren 90 bouwden ze een grote reputatie op met hun demo's "Slow Asphyxiation" (1990), "Unholy Prophecies" (1991) en de gelimiteerde vinyl-ep "The Call" (1992). Necrophobic vond dat het dringend tijd werd om een goed platencontract binnen te halen. Dit vonden ze bij Black Mark Production. In maart 1993 begonnen ze met de opnamen van, het inmiddels legendarische, album »The Nocturnal Silence«. Dit album zag het levenslicht al een paar weken nadat met de opnames werd begonnen. Ondanks dat de deathmetal scene propvol zat met bands, behaalde "The Nocturnal Silence" goede scores.
Voor het tweede album waren hoge verwachtingen. Het album "Darkside" maakte deze verwachtingen waar. 
In de winter van 1999 vonden de heren het tijd voor hun derde full-length album. Dit zou "The Third Antichrist" worden.
Hun vierde album "Bloodhymns" kwam uit op via een ander label, namelijk Hammerheart records.
22 mei 2006 was de datum waarop hun laatste nieuwe album "Hrimthursum" uitkwam. 

## Leden
- Tobias Sidegård: vocalen, bas
- Sebastien Ramstedt: leadgitaar
- Johan Bergebäck: rythmgitaar
- Joakim Sterner: drums

## Discografie
- (demo) Slow Asphyxiation (1990)
- (demo) Unholy Prophecies (1991)
- (ep) The Call (1992)
- (cd) The Noctural Silence (1993)
- (mini-cd) Spawned by Evil (1996)
- (cd) Darkside (1997)
- (cd) The Third Antichrist (1999)
- (cd) Bloodhymns (2002)
- Tour EP 2003 (2003)
- (cd) Hrimthursum (2006)
- (cd) Death To All (2009)
- (cd) Satanic Blasphemies (2010)
- (cd) Womb of Lilithu (2013)
- (cd) Mark of the Necrogram (2018)